# 히로정
히로정(広町)은 와카야마현 아리다군에 있던 정이다. 현재의 히로가와정에 해당한다.

## 역사
- 1889년 4월 1일 - 정촌제 시행에 의해 2촌의 구역을 가지고 히로촌이 성립하였다.
- 1950년 10월 1일 - 정으로 승격해 히로정이 되었다.
- 1955년 4월 1일 - 미나미히로촌, 쓰기촌과 합병해 히로가와정이 성립하여, 동일 히로정은 폐지되었다.

## 교통

### 철도
일본국유철도 기세이 본선이 히로 지구를 가로지르지만 역은 없다. 가장 가까운 역은 북쪽의 유아사역이다.

### 도로
- 국도 제42호선